# ماریکو کاگا
ماریکو کاگا (انگلیسی: Mariko Kaga؛ زادهٔ ۱۱ دسامبر ۱۹۴۳) بازیگر اهل ژاپن است. وی از سال ۱۹۶۲ میلادی تاکنون مشغول فعالیت بوده‌است.